# 回到爱开始的地方
《回到爱开始的地方》，原名《爱的季节》，是一部2013年上映、中国大陆和台湾合拍的都市爱情片，由星美影业有限公司、北京星美嘉映影业有限公司、柏合丽影业股份有限公司等出品，星美影业、星美嘉映和中影星美院线联合发行。该片由台湾导演林孝谦执导，周渝民、刘诗诗领衔主演，讲述了两个青年男女怀着各自的目的来到云南，旅途相伴中亲眼见证了一段跨越时空的不渝爱恋，最终勇敢面对并做出选择的故事。
本片于2012年11月5日在云南普洱正式开机，先后在普洱、北京、台北三地取景拍摄，同年12月12日杀青关机。2013年8月23日，影片在中国大陆正式公映，不过在台湾的上映最终未能实现。

## 劇情
旅遊雜誌編輯紀雅清（劉詩詩 飾）去雲南普洱以完成雲南旅遊的專題，卻意外碰到了為了完成爺爺的遺願的老人孫子畫家許念祖（周渝民 飾），一同追尋這段跨越60年的初戀。完全不同人生觀、愛情觀的兩人為了共同目的攜手踏上旅程，最終他們見證了一段跨越時間空間的愛，並學會了勇敢面對自己的感情。

## 演員表
| 演員   | 角色   | 介紹           |
| 劉詩詩 | 紀雅清 | 旅遊雜誌編輯   |
| 周渝民 | 許念祖 | 畫家           |
| 周一圍 | 程志遠 | 纪雅清的未婚夫 |
| 刘芸   | 薇薇安 | 纪雅清的好友   |

## 製作

### 拍攝
《回到爱开始的地方》80%的戏份在云南普洱拍摄，其他部分則在北京、台湾等地取景拍摄。导演林孝谦在制作花絮分享了拍摄影片的挑战“戏中我们有一场在山上的雨戏，首先，拍雨戏要洒水就很困难，（更何况）要在山上拍雨戏，把车子开到山上拍下雨，要搭线搭到山顶是更困难的一件事情。”而这只是一个开始，由于对雨伞处理的不满意，这场戏要全部重拍，此外还有小孩和动物部分也是要攻克的挑战。

### 歌曲
主题曲是由歌手杨乃文演唱的〈可惜爱〉，由导演林孝谦和黄建为分别创作词曲；片尾曲〈爱的季节〉由魏如萱演唱，导演林孝谦和黄建为作词、黄建为作曲。

## 票房
该片首周三天票房共588万元，位列票房榜第九名。次周收获498万元，位列票房榜第十名，累计1086万元。最终票房为1108万元人民币。